# José de Ciria y Escalante
José de Ciria y Escalante (Santander, 1903 - Madrid, 1924), poeta español del Ultraísmo.

## Biografía
De familia muy pudiente, hizo sus primeros estudios en Santander y luego hizo Derecho en Oviedo. Vivía con su madre, Dolores Escalante, en el Hotel Palace de Madrid. Guillermo de Torre lo sitúa entre los poetas del Ultraísmo, con ribetes de creacionista; había entrado en esta estética de la mano del también santanderino Gerardo Diego, ya en una conferencia que este dio en 1919, cuando apenas contaba Ciria dieciséis años. Fallecido con apenas veintiuno de tifus, publicó unos pocos pero excelentes poemas que fueron reunidos póstumamente por sus amigos (algunos de los escritores más importantes de la época como Azorín, Gómez de la Serna, García Lorca o Juan Ramón Jiménez), y en 1920 codirigió el primer y único número de la revista vanguardista Reflector. Federico García Lorca, con quien había mantenido relación epistolar y de amistad, dedicó a su muerte uno de sus más famosos sonetos, "Memento", el que empieza "¿Quién dirá que te vio y en qué momento...?", y Gerardo Diego le dedicó su elegía "A José de Ciria y Escalante".

## Obras
- José de Ciria y Escalante [Poemas], Madrid, Artes de la Ilustración, 1924; 2.ª ed., Cáceres, Norba, 1991. Introducción de José Luis Bernal.
- Obras (ed. Leopoldo Rodríguez Alcalde), Santander. Librería Moderna, 1950.
- Quincena ultraísta (ed. Arturo del Villar), Madrid, Los Libros de Fausto, 1983.